# Universität Salzburg
Universität Salzburg (formelt Paris-Lodron-Universität Salzburg, forkortet PLUS) er et østrigsk universitet, der er beliggende i Salzburg. Det blev grundlagt i 1622 som et benediktinsk universitet og eksisterede som sådan frem til 1810. I 1962 blev universitetet genetableret med staten som ejer.
De første Habsburg-universiteter var universitetet i Wien og Albert Ludwig-universitetet i Freiburg. Universitetet i Salzburg har ikke de "klassiske" fakulteter for medicin og filosofi, men har siden 2022 været opdelt i seks fakulteter: katolsk teologi, jura og økonomi, kulturstudier, samfundsvidenskaber, natur- og biovidenskaber og digitale og analytiske videnskaber. .
De i alt 25 bygninger er spredt ud over byen og er hovedsageligt placeret i den gamle bydel. Ud over den centrale administration og dele af Det Juridiske og Økonomiske Fakultet i Chaptergasse, det katolske teologiske fakultet og universitetsbiblioteket i de gamle universitetsbygninger, er der også afdelinger af Det Juridiske, Økonomiske og Humanistiske Fakultet i Salzburger Residenz, mens samfundsvidenskaberne har til huse i Rudolskai. . Derudover ligger fakultetet for kulturstudier med over 5.500 studerende i bydelen Nonntal, mens hovedbygningen for fakultetet for natur- og biovidenskab ligger i Freisaal, hvor også botanisk have og apotekerhaven er beliggende.
Med over 17.500 studerende og 2.900 ansatte er universitetet den største uddannelsesinstitution i byen og delstaten Salzburg. Andelen af kvindelige studerende er omkring 60%, mens andelen af udlændinge er ca. 35%. Heraf stammer størstedelen fra Tyskland grundet nærheden til grænsen.

## Galleri
- Fakultetet for katolsk teologi
- Haus der Gesselschafts-wissenschaften rummer den samfundsvidenskabelige uddannelse og forskning.
- Nonntal University Park
- Fakultetet for natur- og biovidenskab.
- Det digitale og analytiske fakultet